# Bedrohter See des Jahres
Der Bedrohte See des Jahres wird seit 2004 am 2. Februar eines jeden Jahres bekanntgegeben. Am Welttag der Feuchtgebiete verleiht der Global Nature Fund einem der wichtigen gefährdeten Seen der Welt für ein Jahr diesen Titel, um auf bestehende ökologische Probleme dieser Feuchtgebiete und damit der Regionen, in denen sie liegen, hinzuweisen. Durch Konferenzen zu dieser Problematik und Unterstützung von Lösungsansätzen kann zur Verbesserung der Situation beigetragen werden.

## Bedrohte Seen des Jahres seit 2004
- 2004 Chapala-See – Mexiko

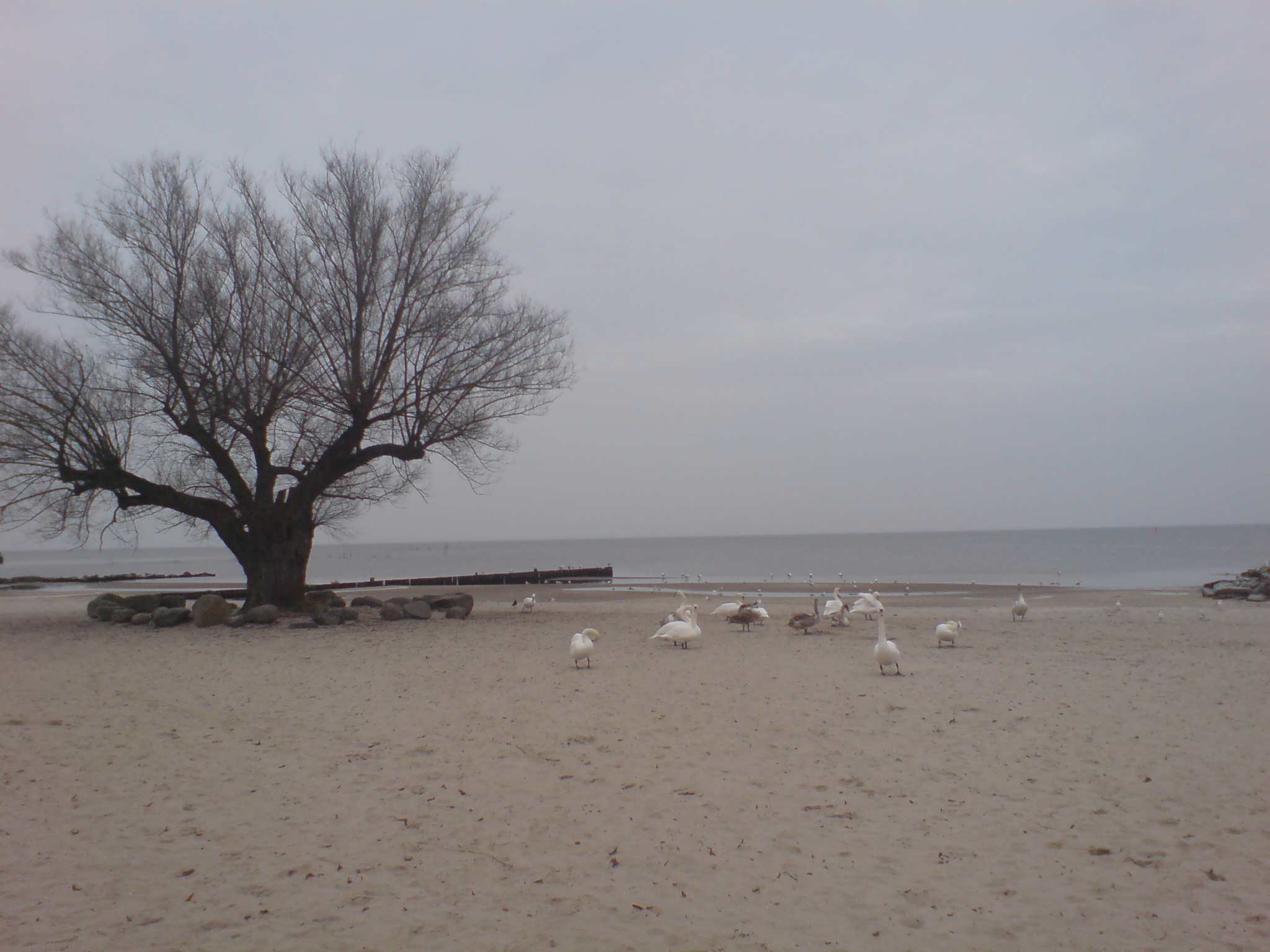
Stettiner Haff

- 2005 Victoriasee – Kenia, Tansania, Uganda
- 2006 Totes Meer –  Israel,  Jordanien, Palästina
- 2007 Pantanal – Brasilien
- 2008 Mahakam-Feuchtgebiet – Indonesien
- 2009 Atitlán-See – Guatemala
- 2010 Pulicat-See – Indien
- 2011 Laguna de Fúquene – Kolumbien
- 2012 Titicaca-See – Peru, Bolivien
- 2013 Winnipegsee – Kanada
- 2014 Sampaloc-See – Philippinen
- 2015 Chöwsgöl Nuur – Mongolei
- 2016 Tonle Sap-See – Kambodscha
- 2017 Tanganjikasee – Burundi, Demokratische Republik Kongo, Sambia, Tansania
- 2018 Bolgoda-See, Madampe-See – Sri Lanka
- 2019 Nokoué-See – Benin
- 2020 Albufera Valenciana – Spanien
- 2021 Pantanal – Brasilien, Bolivien, Paraguay (2.)
- 2022 Malawisee – Malawi, Mosambik, Tansania
- 2023 Titicaca-See – Peru, Bolivien (2.)
- 2024 Stettiner Haff – Deutschland, Polen

## Weblink
- Eintrag zum Bedrohten See des Jahres 2024 beim Global Nature Fund